# Керимов, Али Аббас оглы
Али Аббас оглы Керимов (азерб. Əli Abbas oğlu Kərimov; 1 июля 1929, Октемберянский район — ?) — советский азербайджанский виноградарь, Герой Социалистического Труда (1950).

## Биография
Родился 1 июля 1929 года в селе Бахчелар Октемберянского района Армянской ССР (ныне село Багаран Армавирской области).
С 1944 года рабочий, бригадир, с 1971 года рабочий виноградарского совхоза имени Азизбекова Шамхорского района. В 1949 году получил урожай винограда 232,5 центнеров с гектара на площади 16,3 гектаров.
Указом Президиума Верховного Совета СССР от 4 сентября 1950 года за получение высоких урожаев винограда на поливных виноградниках в 1949 году Керимову Али Аббас оглы присвоено звание Героя Социалистического Труда с вручением ордена Ленина и золотой медали «Серп и Молот».